# Sarajevski atentat (film)
Sarajevski atentat (srbohrvaško Atentat u Sarajevu) je zgodovinski dramski film iz leta 1975, posnet v češkoslovaško-jugoslovansko-Nemški koprodukciji. Režiral ga je Veljko Bulajić po scenariju Stevana Bulajića, Vladimíra Bora, Paula Jarrica in Veljka Bulajića, v glavnih vlogah pa nastopajo Christopher Plummer, Florinda Bolkan in Maximilian Schell. Prikazuje atentat na prestolonaslednika Franca Ferdinanda in njegovo ženo Sofija Hohenberško leta 1914 v Sarajevu ter njegove posledice, ki so pripeljale do izbruha prve svetovne vojne.
Film je bil premierno prikazan 31. oktobra 1975 v jugoslovanskih kinematografih in je naletel na dobre ocene kritikov. Ob tem so ga prikazovali še v bolgarskih, zahodnonemških, madžarskih, poljskih, romunskih, sovjetskih, alžirskih, libanonskih, indijskih, nepalskih, albanskih in kitajskih kinematografih. V ZDA je izšel z dvoletnim zamikom. Na Puljskem filmskem festivalu je osvojil srebrno areno za režijo (Bulajić), na Mednarodnem filmskem festivalu v San Sebastiánu pa je prejel posebno omembo žirije. Izbran je bil za jugoslovanskega kandidata za oskarja za najboljši tujejezični film na 48. podelitvi, toda ni prišel v ožji izbor.

## Vloge
- Christopher Plummer kot Franc Ferdinand
- Florinda Bolkan kot Sofija Hohenberška
- Maximilian Schell kot Đuro Šarac
- Irfan Mensur kot Gavrilo Princip
- Radoš Bajić kot Nedeljko Čabrinović
- Ivan Vyskočil kot Mehmed Mehmedbašić
- Libuše Šafránková kot Jelena
- Otomar Korbelář kot Franc Jožef I. Habsburško-Lotarinški
- Wilhelm Koch-Hooge kot Franz Conrad von Hötzendorf
- Jiří Holý kot Erich von Merizzi
- Nelly Gaierová kot grofica Langus
- Jiří Kodet kot Morsley